# パヤーメンラーイ郡
座標: 北緯19度50分54秒 東経100度9分12秒 / 北緯19.84833度 東経100.15333度
パヤーメンラーイ郡（パヤーメンラーイぐん）はタイ北部・チエンラーイ県の郡（アムプー）。

## 名称
パヤーメンラーイとはメンラーイ王（マンラーイ王）という意味である。メンラーイがチエンコーンを落とす際、この地で兵を休めたがこのため、ここはメンラーイ王のキャンプ (ซุ้มตีไก่พญาเม็งราย) と呼ばれた。これがこの街の名前の元となっている。

## 歴史
1681年5月6日タムボン・メーパオ、タムボン・メータム、タムボン・マイヤーがトゥーン郡から独立し分郡（キンアムプー）となった。1987年8月12日、郡（アムプー）に昇格した。

## 地理
郡庁はイン川の支流の形成した平地にあり、同河川の支流が北から東、南と山岳地帯になっている。郡の南にはパー・メープーン国立公園がある。
国道1152号線が東西に通っており、東にウィエンチャイ方面、西にクンターン方面とつながっている。南北に1174号線が通っており、南にトゥーン方面、北にチエンコーン方面とつながっている。

## 経済
郡内の主な産業は、農業で、ロンガン、ショウガ、トウモロコシ、コメなどを作っている。

## 行政区分
郡は5のタムボンに分かれ、さらにその下位に69の村（ムーバーン）がある。自治体（テーサバーン）があり以下のようになっている。
- テーサバーンタムボン・メンラーイ・・・タムボン・メンラーイ、タムボン・メーパオの一部

また郡アイには5のタムボン行政体（オンカーンボーリハーンスワンタムボン）がある。
1. タムボン・メーパオ・・・ตำบลแม่เปา
2. タムボン・メータム・・・ตำบลแม่ต๋ำ
3. タムボン・マイヤー・・・ตำบลไม้ยา
4. タムボン・メンラーイ・・・ตำบลเม็งราย
5. タムボン・タートクワン・・・ตำบลตาดควัน